# Jacob-Bellecombette
Jacob-Bellecombette är en kommun i departementet Savoie i regionen Auvergne-Rhône-Alpes i sydöstra Frankrike. Kommunen ligger i kantonen Cognin som tillhör arrondissementet Chambéry. År 2022 hade Jacob-Bellecombette 4 340 invånare.

## Befolkningsutveckling
Antalet invånare i kommunen Jacob-Bellecombette
| Referens: INSEE |